# فرودگاه هالیوود بربنک
فرودگاه هالیوود بربنک (به انگلیسی: Hollywood Burbank Airport) یک فرودگاه همگانی بهره‌برداری هوایی با کد یاتا BUR است که دو باند فرود آسفالت دارد و طول باندهای آن ۲۰۹۹ و ۱۷۶۸ متر است. این فرودگاه در شهر بربنک، کالیفرنیا کشور ایالات متحده آمریکا قرار دارد و در ارتفاع ۲۳۷ متری از سطح دریا واقع شده‌است.

## شرکت‌های هواپیمایی و مقصدهای پروازی

### مسافری
| شرکت‌های هواپیمایی   | مقصدهای پروازی | منبع          |
| ------------------- | --- | ------------- |
| آلاسکا ایرلاینز     | بویزی٬ پورتلند٬ سانفرانسیسکو٬ سانتا روزا٬ سیاتل-تاکوما | [ ۲ ]         |
| امریکن ایرلاینز     | دالاس-فورت وُرث فصلی: فینکس-اسکای هاربر | [ ۳ ]         |
| امریکن ایگل         | فینکس-اسکای هاربر | [ ۳ ]         |
| اولو ایرلاینز       | ‌ یوجین٬ یورکا٬ مدفورد٬ ردموند-بند٬ سیلم٬ سانتا روزا٬ تری-سیتیز‌ (واشنگتن) فصلی: گلیشر پارک-کلیسپر                                                                                                 | [ ۴ ]         |
| دلتا ایرلاینز       | آتلانتا٬ سالت‌لیک‌سیتی | [ ۵ ]         |
| دلتا کانکشن         | سالت‌لیک‌سیتی | [ ۵ ]         |
| فرانتیر ایرلاینز    | دنور | [ ۷ ]         |
| جت‌بلو               | فصلی: نیویورک-جان اف کندی | [ ۹ ]         |
| جی‌اس‌اکس (هواپیمایی) | کنکورد (کالیفرنیا)، دنور-راکی مانتین٬ لاس وگاس٬ اوکلند٬ رنو-تاهو٬ سالت‌لیک‌سیتی٬ اسکاتس‌دیل فصلی: مونته ری٬ ناپا کانتی٬ تائوس                                                                       | [ ۱۰ ]        |
| ساوت‌وست ایرلاینز    | البوکرکی٬ آستین٬ بویزی٬ شیکاگو-میدوی٬ دالاس لاو، دنور٬ هیوستون-هابی٬ کانزاس‌سیتی٬ لاس وگاس٬ نشویل٬ اوکلند، فینکس-اسکای هاربر، رنو-تاهو٬ ساکرامنتو٬ سالت‌لیک‌سیتی، سان خوزه٬ سنت لوئیس فصلی: پورتلند | [ ۱۱ ] [ ۱۲ ] |
| اسپیریت ایرلاینز    | لاس وگاس | [ ۱۳ ]        |
| یونایتد ایرلاینز    | دنور، سانفرانسیسکو | [ ۱۴ ]        |
| یونایتد اکسپرس      | سانفرانسیسکو | [ ۱۵ ]        |

### باری
| شرکت‌های هواپیمایی | مقصدهای پروازی               |
| ----------------- | ---------------------------- |
| AirNet Express    | ریکن‌بیکر                     |
| پرواز عامری       | اوکلند، انتاریو              |
| فدکس اکسپرس       | ایندیاناپلیس، لس‌آنجلس، ممفیس |
| یوپی‌اس ایرلاینز   | دی موین، آیووا، لوئیویل      |